# Palaeophileurus brasiliensis
Palaeophileurus brasiliensis är en skalbaggsart som beskrevs av Brett C.Ratcliffe 1988. Palaeophileurus brasiliensis ingår i släktet Palaeophileurus och familjen Dynastidae. Inga underarter finns listade i Catalogue of Life.